# Alberto Martín Botet
Alberto Martín Botet (* 15. Dezember 2001 in Madrid) ist ein spanischer Handballspieler, der auf der Spielposition Kreisläufer eingesetzt wird.

## Vereinskarriere
Alberto Martín lief zunächst in Madrid für den Verein iKaza BM Madrid auf, wechselte im Jahr 2019 zum Club Balonmano Alcobendas und von dort im Jahr 2020 zu Frigoríficos del Morrazo. Mit diesem Verein aus Cangas debütierte er in der Saison 2020/2021 in der Liga Asobal, Spaniens höchster Spielklasse. Nach der Erstligasaison 2022/2023 wechselte er zu ABANCA Ademar León.

## Nationalmannschaft
Martín debütierte am 24. Juli 2017 in einer spanischen Nachwuchsauswahl.
Mit der spanischen Jugendnationalmannschaft, für die er vom 29. März 2018 bis 18. August 2019 in 27 Partien aufgeboten wurde und dabei 38 Tore warf, nahm er auch an der U-18-Europameisterschaft 2018 und der U-19-Weltmeisterschaft 2019 teil.
Drei Spiele bestritt er im Jahr 2020 mit der spanischen Juniorennationalmannschaft.
In der spanischen A-Nationalmannschaft debütierte Martín am 28. Juni 2022 bei den Mittelmeerspielen 2022 beim 46:19 gegen die Türkei; er gewann mit dem Team die Goldmedaille bei diesem Turnier. Bis Juli 2022 stand er in sechs Länderspielen auf dem Platz und warf darin sechs Tore.